# Équipe du Portugal masculine de volley-ball
Cet article traite de l'équipe masculine. Pour l'équipe féminine, voir Équipe du Portugal féminine de volley-ball.
L'équipe du Portugal de volley-ball est composée des meilleurs joueurs portugais sélectionnés par la Fédération Portugaise de Volleyball (Federação Portuguesa de Voleibol, FPV). Elle est actuellement classée au 38e rang de la Fédération Internationale de Volleyball au 15 janvier 2014.

## Sélectionneurs
- 1984-1988 :  Sebastian Mihăilescu
- Avril 2012-2013 :  Flavio Gulinelli

## Sélection actuelle
Sélection pour les Qualifications aux championnats d'Europe de 2011.

Entraîneur : Juan Diaz  ; entraîneur-adjoint : Hugo Silva 

## Palmarès et parcours

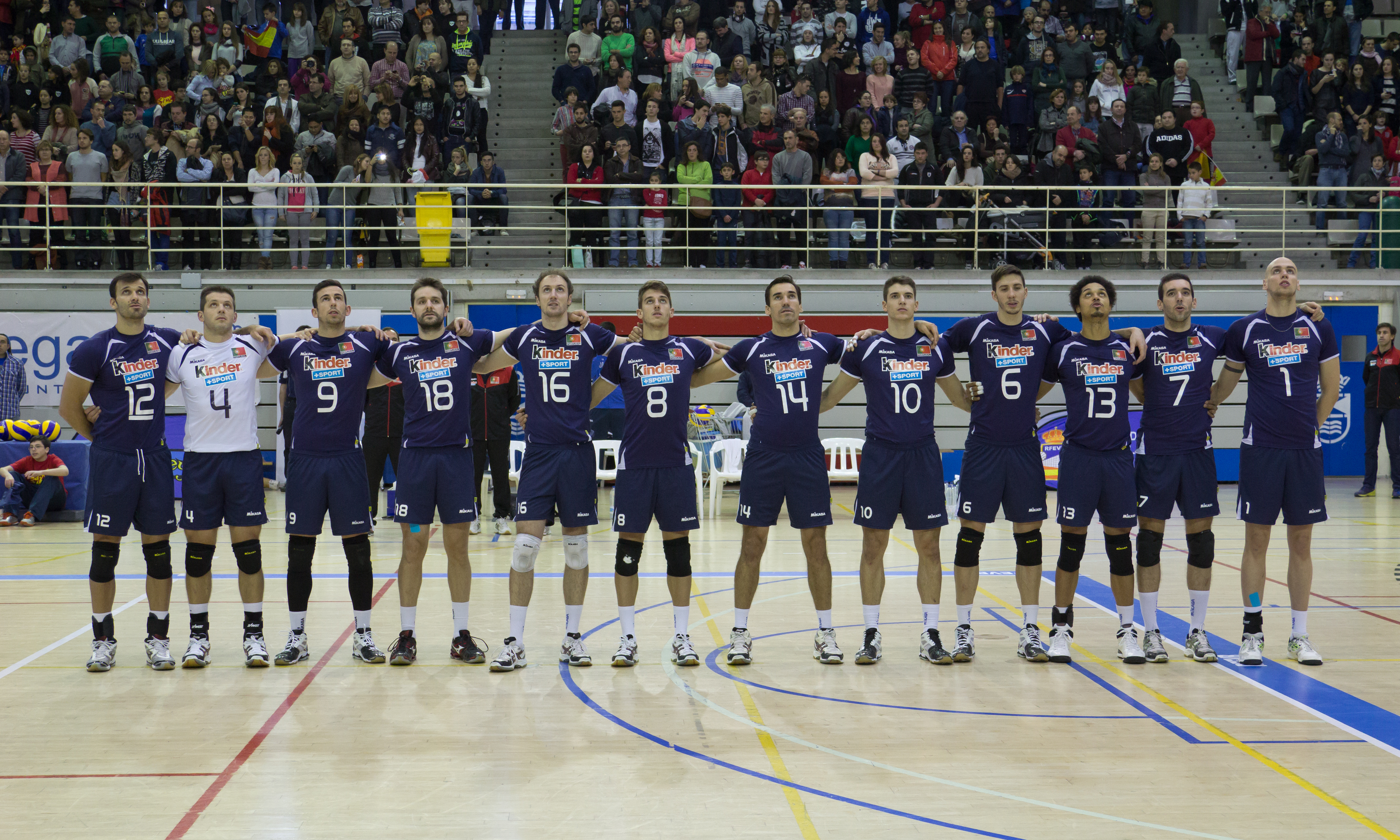
Équipe du Portugal de volley-ball en 2013.

### Palmarès
- Championnat d'Europe
  - Quatrième : 1948
- Ligue européenne (1)
  - Vainqueur : 2010
  - Finaliste : 2007
  - Troisième : 2009

### Parcours

#### Championnats du monde
| - 1949 : Non qualifié - 1952 : Non qualifié - 1956 : 15e - 1960 : Non qualifié - 1962 : Non qualifié - 1966 : Non qualifié - 1970 : Non qualifié - 1974 : Non qualifié - 1978 : Non qualifié - 1982 : Non qualifié |  | - 1986 : Non qualifié - 1990 : Non qualifié - 1994 : Non qualifié - 1998 : Non qualifié - 2002 : 8e - 2006 : Non qualifié - 2010 : Non qualifié - 2014 : Non qualifié - 2018 : Non qualifié |

#### Ligue mondiale
| - 1990 : non participant - 1991 : non participant - 1992 : non participant - 1993 : non participant - 1994 : non participant - 1995 : non participant - 1996 : non participant - 1997 : non participant - 1998 : non participant - 1999 : 10e | - 2000 : non participant - 2001 : non participant - 2002 : 13e - 2003 : 13e - 2004 : 10e - 2005 : 5e - 2006 : 13e - 2007 : non participant - 2008 : non participant - 2009 : non participant | - 2010 : non participant - 2011 : 14e - 2012 : 16e - 2013 : 17e - 2014 : 13e - 2015 : 20e - 2016 : 14e - 2017 : 22e - 2018 : non participant - 2019 : 15e - 2021 : non participant |

#### Championnat d'Europe
| - 1948 : 4e - 1950 : Non qualifié - 1951 : 7e - 1955 : Non qualifié - 1958 : Non qualifié - 1963 : Non qualifié - 1967 : Non qualifié - 1971 : Non qualifié - 1975 : Non qualifié - 1977 : Non qualifié |  | - 1979 : Non qualifié - 1981 : Non qualifié - 1983 : Non qualifié - 1985 : Non qualifié - 1987 : Non qualifié - 1989 : Non qualifié - 1991 : Non qualifié - 1993 : Non qualifié - 1995 : Non qualifié - 1997 : Non qualifié |  | - 1999 : Non qualifié - 2001 : Non qualifié - 2003 : Non qualifié - 2005 : 10e - 2007 : Non qualifié - 2009 : Non qualifié - 2011 : 14e - 2013 : Non qualifié - 2015 : Non qualifié - 2017 : Non qualifié - 2019 : 20e - 2021 : En cours |

#### Ligue européenne
| - 2004 : Non participant - 2005 : Non participant - 2006 : Non participant - 2007 : Finaliste - 2008 : 8e - 2009 : 3e - 2010 : Vainqueur |